# Turbonilla nivea
Turbonilla nivea är en snäckart som först beskrevs av William Stimpson 1851.  Turbonilla nivea ingår i släktet Turbonilla och familjen Pyramidellidae. Inga underarter finns listade i Catalogue of Life.